# Astragalus salangensis
Astragalus salangensis är en ärtväxtart som beskrevs av Dieter Podlech. Astragalus salangensis ingår i släktet vedlar, och familjen ärtväxter. Inga underarter finns listade i Catalogue of Life.